# Parafia św. Józefa w Pomieczynie
Parafia św. Józefa w Pomieczynie – parafia rzymskokatolicka, znajdująca się w archidiecezji gdańskiej, w dekanacie Żukowo.